# Liebeslied im alten Stil
Liebeslied im alten Stil ist ein Song des Liedermachers Konstantin Wecker, den er 1993 auf seinem Album Uferlos mit Orchester veröffentlichte.

## Inhalt
Eine Person fordert seine Liebschaft dazu auf, sich gemeinsam den „Fluss hinuntertreiben“ zu lassen, egal, was dann passiere. Das Gefühl dazu wird mit dem Meer verglichen, ungeachtet, dass man dessen Tiefe nicht kenne. Erinnerungen an früher werden geweckt und dabei aus dem Abendlied von Matthias Claudius zitiert (und aus den Wiesen steigen weiße Nebel wunderbar). Alles Beengende und alle Ängste sollen abgelegt werden.

## Aufbau
Die vier Strophen beginnen alle mit dem Vers: „Komm, mein Lieb, wir lassen uns den Fluss hinuntertreiben“, dabei wechseln sich klingende und stumpfe Reime ab. Das Reimschema besteht aus einem Kreuzreim. Der Refrain besteht aus drei reimlosen Versen, die wiederholt werden.

## Musik
Das Lied steht im Viervierteltakt. Wader singt und spielt es in C-Dur, wobei er in der Strophe noch die anderen beiden Dur-Akkorde verwendet. Im Refrain kommt vor der Wiederholung einmal der parallele Moll-Akkord vor. Die Melodie folgt teilweise dem Text: Ein Quartsprung nach oben betont „mein Lieb“, bevor es mit „den Fluss hinuntertreiben“ abwärts geht. Von Musicarnia gibt es ein Video der Klavierbegleitung.

## Veröffentlichungen (Auswahl)
- Uferlos (1993)
- Live ’98 (1998)
- Liebeslieder (1999)
- Am Flußufer (live in München, 2005)

Darüber hinaus gibt es mehrere Aufnahmen, bei denen Wecker es zweistimmig im Duett mit anderen singt: u. a. mit Hannes Wader auf Wecker, Wader – Was für eine Nacht (2001) und mit Cynthia Nickschas, die es 2014 auch mit Dominik Plangger sang. Zu Weckers 60. Geburtstag sang er am 1. Juni 2007 mit Arlo Guthrie die von Florian Kirner (Prinz Chaos II.) auf Englisch getextete Version Riverlove.

## Coverversionen (Auswahl)
Das Lied ist unter anderem von folgenden Künstlern veröffentlicht worden:
- Dominik Plangger, Cynthia Nickschas (2014)
- Linde Nijland, Otto Grote und Bert Ridderbos (2015, Noordfolk Festival, Coco Maria, Venhuizen)
- Dominik Plangger, Claudia Fenzl (2016)[5]
- Sarah Lesch (2019)[6]
- Dominik Plangger, Cynthia Nickschas (2022, auf Planggers Album Ansichtshalber)[7][8]
- Sarah Straub (2023)[9]

## Trivia
Bei Liveauftritten singt Wader die Zeile „Wie tief ist das Meer?“ auch auf Italienisch: „Como è profondo il mare“. Das gleichnamige Lied von Lucio Dalla aus dem Jahr 1977 behandelt allerdings die Themen Macht und Meinungsfreiheit.